# П'єр Адам
П'єр Адам (фр. Pierre Adam, 24 квітня 1924 — 24 вересня 2012) — французький велогонщик.
Олімпійський чемпіон 1948 року в командній гонці переслідування.